# Commanderie de Richerenches
 (juin 2012).
La Commanderie de Richerenches est une commanderie hospitalière anciennement templière du XIIe siècle maintenant en ruine. 
Elle est située au centre de la commune de Richerenches, village provençal d'environ 600 habitants dans l'Enclave des papes (morceau de Vaucluse inclus dans le département de la Drôme).
La Commanderie de Richerenches fait l'objet d'un classement au titre des monuments historiques depuis le 28 décembre 1984.

## Historique
La commanderie de Richerenches est fondée en 1136 par le frère templier Arnaud de Bedos, chargé de prospecter en Provence à la recherche de terrains et de recrues.
Le lieu-dit Ricarensis (qui donnera le nom de Richerenches) lui est donné par le seigneur local Hugues de Bourbouton, sous l'impulsion de l'évêque Pons de Grillon. L'ordre du Temple y fait construire une ferme fortifiée (Mas) ainsi qu'une chapelle achevée en 1147. L'ordre fait également assécher les marais environnants.
En 1138, « Richerenches » devient une commanderie templière avec sous ses ordres de nombreuses autres maisons de Provence. L'agrandissement sera constant, à partir de cette période.
L'activité de cette commanderie est axée sur la culture du blé et de la vigne ainsi que sur l'élevage de chevaux et de moutons. Richerenches est alors réputée pour la qualité de ses chevaux, tous destriers de guerre, solides physiquement, dont la quasi-totalité était envoyée en Terre sainte.

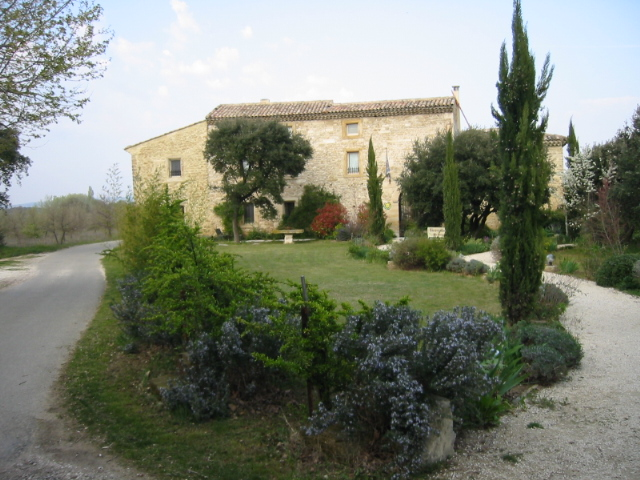
Ferme templière (Mas) du seigneur Hugues de Bourbouton, actuellement Gîtes de France

En 1139, le seigneur Hugues de Bourbouton se fait Templier, cède à l'Ordre tous ses biens et terrains, et, est nommé commandeur de Richerenches cette même année.
Lors de la dissolution de l'ordre du Temple, les terrains sont donnés aux Hospitaliers de l'ordre de Saint-Jean de Jérusalem puis au pape en 1320.

## Possessions
À partir de 1138, La commanderie deviendra préceptorie et étendra donc ses possessions. On peut citer entre autres :
- Bourbouton
- Cairanne (dont on peut voir encore l'église romane et le « Donjon des Templiers »)
- Sainte-Cécile-les-Vignes

## Organisation
Il semblerait que le bourg fortifié au temps des Templiers était plus petit qu'actuellement.
La commanderie s'organisait comme suit :

### La Chapelle
De l'époque templière, il ne reste que la ferme à la sortie de Richerenches transformée en Gîtes de France et l'abside, chevet de l'église actuelle. Au bas de l'abside, on peut trouver une pierre portant le nom d'Hugues de Bourbouton, 2e commandeur de Richerenches.
La chapelle était très certainement fortifiée car on relève encore aujourd'hui des éléments de défense:
- Traces de mâchicoulis
- Meurtrières sur le mur nord
- L'épaisseur des murs

### La grange ou Temple
Il s'agit d'une  nef de 32 mètres de long sur 11 mètres de large consolidée par des contreforts.
La toiture est en forme de terrasse rehaussée de créneaux et ayant une activité de défense.

### Le bâti
Il s'élevait sur deux niveaux :
- Au rez-de-chaussée, il était constitué d'une grande salle en partie détruite de nos jours.
- À l'étage, subsiste encore une salle haute voûtée d'un berceau brisé.

## Les commandeurs templiers
Cette liste fut initialement compilée par le marquis François de Ripert-Monclar en 1907 à partir du cartulaire de cette commanderie qu'il s'était attaché à reconstituer. Elle est toujours d'actualité, citée comme référence par des historiens comme Damien Carraz dans des publications de 2005, 2007, 2008 et complétée par les documents relatifs au procès de l'ordre du Temple. D'autres sources comme Laurent Dailliez et Émile-Guillaume Léonard intègrent certains noms indiqués par Ripert-Monclar lors des interruptions mais il s'agit comme l'indique l'auteur soit de dignitaires de plus haut rang présents à Richerenches à cette période, soit d'un frère de rang inférieur qui actait en l'absence du commandeur de la Maison,. 
| Nom du commandeur                            | Dates            | Commentaires |
| -------------------------------------------- | ---------------- | --- |
| fr. Arnaut de Bedos                          | 1136-1139        | D'origine catalane, il ne résidait pas à Richerenches et sillonnait la province pour recevoir les donations faites à l'ordre. Premier maître de province de « Provence et parties des Espagnes » même s'il n'en portait pas le titre                                                                                      |
| ...                                          | 1139-1141        | Géraut de Montpeyroux n'était pas forcément commandeur de Richerenches, il acta en l'absence d'Arnaut de Bedos en 1138/39 tout comme Uc de Bourbouton qui figure dans des actes pour la période 1138/41., |
| fr. Uc de Panaz                              | 1141-1144        | |
| fr. Uc de Bourbouton († 1151)                | 1145-1151        | Seigneur de Bourbouton, il a rejoint l'ordre le 16 juin 1138, se donnant ainsi que sa femme et ses fils avec tous ses biens mobiliers et immobilier, |
| fr. Déodat de l'Étang                        | 1151-1175        | L'inclusion par Laurent Dailliez de Guillaume de Biais en 1161 comme commandeur de Richerenches est en contradiction avec le contenu du cartulaire et l'analyse qu'en a fait Ripert-Monclar, |
| fr. Foulques de Bras                         | 1175-1179        | Était commandeur de Bayle en décembre 1170 puis commandeur de Roaix de 1179 à 1182 |
| fr. Pierre Itier                             | 1179             | Petrus Iteri (Yteri), quelques pièces toutes supposées de la même année (1179) dans le cartulaire de Richerenches ainsi qu'une charte datée elle aussi de 1179 dans le cartulaire de la commanderie de Roaix aux côtés de Guillaume de Saint-Paul, précepteur de la dite maison                                           |
| fr. Hugolin                                  | 1180-1184/85     | Commandeur de Roaix avant de venir à Richerenches puis de nouveau comme commandeur à Roaix en 1185 où on le retrouve aux côtés de Foulques de Bras qui a dû accéder à une charge supérieure à celle d'un commandeur de maison                                                                                             |
| ...                                          | 1184/85-1199     | Aucun document pour cette période |
| fr. Bermond                                  | 1200             | Un seul acte du cartulaire de Richerenches (pièce n°258, avril 1200) mentionne ce commandeur Commandeur du Ruou (décembre 1200, 1202-1203, 1211), commandeur de Toulouse (1205-1206), et de Jalès (1206) Commandeur de la baillie de Provence (1210,)                                                                     |
| Déodat de Bruissac                           | 1200, 1206,-1212 | Figure dans le cartulaire de Roaix en tant que commandeur de Richerenches en 1206 (pièce n°162),. Dans le cartulaire de Richerenches, la première date est 1207 Commandeur de la baillie de Provence (1195, 1202) |
| fr. Bermond de Casteljau                     | 1219             | Connu grâce à la pièce n° 180 du Cartulaire de Roaix. Commandeur de Jalès en 1223 puis 1233-1235 |
| fr. Bertrand de la Roche                     | 1230,            | Ne figure pas dans le cartulaire de Richerenches. Son nom nous apparaît lorsqu'il fut en procès contre Geoffroy, évêque de Saint-Paul-Trois-Châteaux en 1230. Le même individu ou son homonyme était commandeur de la baillie templière de Toulouse en 1218-1219                                                          |

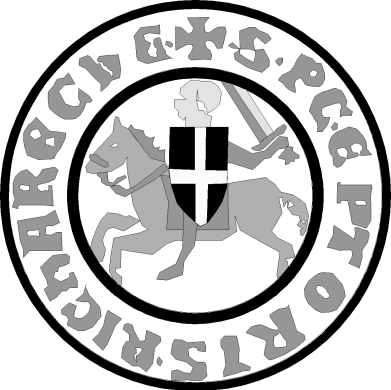
Sceau de Roustan de Comps

| fr. Rostan de Comps                          | 1232,            | Commandeur du Ruou (1225-1229, 1235/36, 1248/49) Maître de la province de Provence en 1247, |
| fr. Raimond Seguier                          | 1244             | Raimundo Segnis, lors d'une sentence arbitrale entre la commanderie et le doyenné de Colonzelle à sa demande en 1244 |
| fr. Raymond (de) Chambarut (Raimon Cambarut) | 1260- ?          | (la): Raimundus Cambarutus Attesté comme commandeur de Richerenches en 1263 Commandeur de Sainte-Eulalie (1266) Commandeur du Puy-en-Velay (1270-1273), |
| ?                                            | 1270-1273        | Ce ne peut pas être Raimond (de) Chambarut qui était alors commandeur du Puy-En-Velay contrairement à ce qu'indique Laurent Dailliez |
| fr. Raymond (de) Chambarut                   | 1274 - c. 1280,  | Avait déjà été commandeur de Richerenches en 1260 puis du Puy-En-Velay |
| fr. Ripert du Puy                            | 1284             | (la):Ripertus de Podio, del Pug Commandeur de Brulhes (1284),, commandeur de Saint-Gilles (1287-89), de Montfrin (1289) , tenant lieu de maître de la province de Provence en 1292, |
| Guillaume Hogolin                            | 1288-1300        | en 1290 |
| fr. Pons d'Alex                              | 1300/03          | Pontius de Alexiano, cité dans l'interrogatoire du frère Pontius de Alundo (1308/10), de la maison du Temple de Montélimar (Montilio Ademari) qui a été reçu à Richerenches par fr. Guigue Adhémar , maître de la province de Provence sept ou huit ans auparavant en présence du commandeur de la maison (Pons d'Alex),. |
| fr. Raimbaud Alziari                         | 1304             | Commandeur de Richerenches qui prêta hommage le 18 octobre 1304 à Guillaume d'Aubenas, évêque de Saint-Paul-Trois-Châteaux et non pas à Dragonnet de Montauban comme indiqué par des sources plus anciennes |
| fr. Guillaume Hugolin                        | 1308             | Guillelmus Huguoloni, Interrogé pendant le procès en 1308/10 où il indique avoir été reçu il y a environ 37 ans par fr. Roncelin de Fos, alors maître de la province de Provence, dans la maison du Temple d'Avignon. |